# Sebeșel
Sebeșel – wieś w Rumunii, w okręgu Alba, w gminie Săsciori. W 2011 roku liczyła 1255 mieszkańców.